# José Valverde
Pour les articles homonymes, voir Valverde.
Ne doit pas être confondu avec José Valverde (metteur en scène).
José Valverde, né le 24 juillet 1978 à San Pedro de Macorís en République dominicaine, est un lanceur de relève droitier de baseball jouant dans Ligue majeure de baseball depuis 2003. Il est présentement agent libre.
Valverde mène à trois reprises la ligue pour les sauvetages par un lanceur de relève : en 2007 il est premier du baseball majeur avec 47 pour Arizona, en 2008 il domine la Ligue nationale avec 44 pour Houston, et il mène de nouveau les majeures avec 49 chez les Tigers en 2011. Il gagne le prix du releveur de l'année décerné par Rolaids en 2007 et 2011 et celui remis par la MLB en 2011. Il compte deux sélections au match des étoiles (2007 et 2010).

## Biographie

### Diamondbacks de l'Arizona
José Valverde est recruté comme agent libre amateur le 6 février 1997 par les Diamondbacks de l'Arizona.
Il débute en Ligue majeure le 1er juin 2003. Il enregistre 47 sauvetages pour une moyenne de points mérités de 2,66 en 2007, lui valant une sélection au match des étoiles, une sixième place au vote pour le Trophée Cy Young en Ligue nationale et le prix du releveur de l'année dans la Ligue nationale en 2007.

### Astros de Houston
Valverde est échangé aux Astros de Houston le 17 décembre 2007 contre Chris Burke, Juan Gutiérrez et Chad Qualls.
À sa première année à Houston, il domine la Nationale pour une seconde saison consécutive pour les sauvetages avec 44, le second plus haut total de toutes les majeures derrière Francisco Rodriguez. 
Il totalise 69 sauvetages en deux saisons à Houston.

### Tigers de Detroit

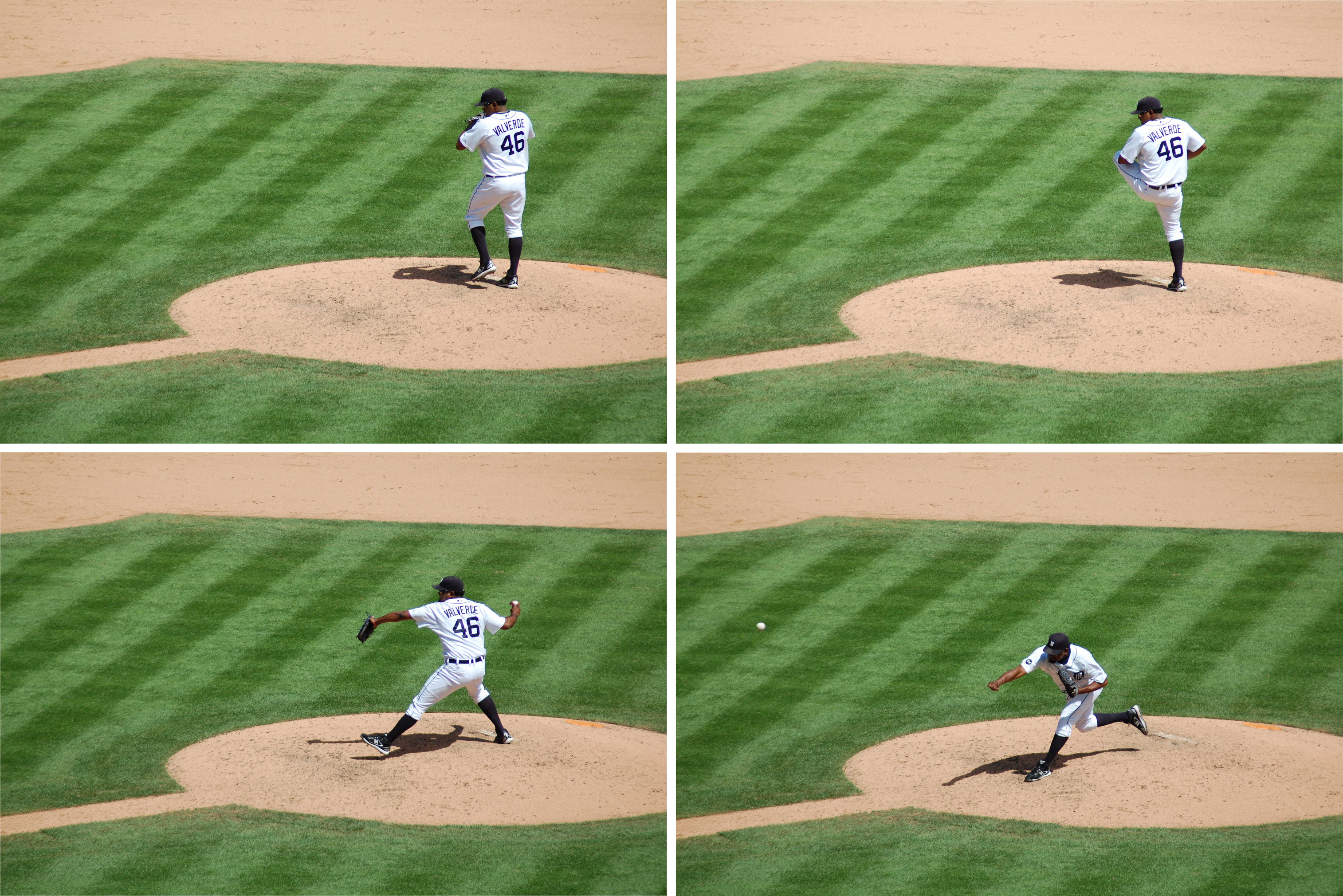
José Valverde en 2010

Devenu agent libre, il signe en janvier 2010 un contrat de deux ans plus une année d'option avec les Tigers de Detroit.

#### Saison 2011
En 2011, Valverde maintient une moyenne de points mérités de seulement 2,24 en 72 manches et un tiers lancées. Avec 75 sorties en relève, il est le lanceur le plus utilisé en Ligue américaine durant la saison. Il domine tous les lanceurs du baseball majeur avec 49 sauvetages et aide les Tigers à remporter le championnat de la division Centrale. C'est la troisième fois qu'il domine sa ligue (Américaine ou Nationale) et la deuxième fois qu'il mène les majeures à ce chapitre. Il est nommé releveur de l'année en 2011, un titre qu'il reçoit pour la seconde fois de sa carrière.
Envoyé six fois au monticule durant les séries éliminatoires de 2011, il protège trois victoires des Tigers mais subit aussi une défaite face aux Rangers du Texas en Série de championnat. Sa moyenne de points mérités s'élève à 7,37 en sept manches et un tiers lancées en parties d'après-saison contre les Yankees de New York et les Rangers.

#### Saison 2012
Valverde protège 35 matchs mais sabote aussi 5 avances en 2012. Sa moyenne de points mérités fait un bond à 3,78 en 69 manches lancées et c'est sa plus élevée depuis 2006. Gagnant de trois parties contre quatre défaites en 71 matchs, c'est le releveur des majeures qui complète le plus de parties au monticule (67) pour une deuxième année de suite et une troisième fois en carrière, la première étant avec Houston en 2008. Les Tigers atteignent la Série mondiale 2012 mais Valverde s'effondre en séries éliminatoires. Après avoir protégé la victoire de Justin Verlander dans le premier match de la Série de divisions contre les A's d'Oakland, il accorde trois points en fin de neuvième manche du quatrième match, que Détroit mène alors 3-1, et subit une défaite qui signifie que la série se rendra à la limite de cinq parties. En Série de championnat de la Ligue américaine, les Tigers se dirigent vers une victoire facile de 4-0 dans le premier affrontement, mais Valverde donne quatre points en fin de neuvième, notamment sur des circuits d'Ichiro Suzuki et Raúl Ibáñez pour permettre aux Yankees de New York d'amener le match en manches supplémentaires. Le gérant des Tigers Jim Leyland cloue Valverde au banc et passe le rôle de stoppeur à Phil Coke pour les matchs suivants. Valverde n'entre ensuite en jeu qu'en Série mondiale, dans la septième manche du premier match que les Giants de San Francisco mènent alors 6-1, et après un retrait sur des prises il alloue quatre coups sûrs consécutifs et est victime de deux points. En quatre apparitions dans les éliminatoires de 2012 et deux manches et deux tiers lancées, Valverde a alloué neuf points pour une moyenne de points mérités de 30,37 avec aucune victoire et une défaite. Les Tigers décident de ne pas renouveler son contrat lorsqu'il devient agent libre.

#### Saison 2013
La saison 2013 débute et José Valverde, qui vient d'avoir 35 ans, est sans contrat. Le 4 avril, les Tigers annoncent que leur ancien stoppeur vient de signer un contrat des ligues mineures. Il est assigné au club-école de Lakeland, mais revient rapidement dans les majeures : à son retour à Détroit le 24 avril, il enregistre un sauvetage contre Kansas City. 
Valverde n'est employé que dans 20 matchs des Tigers en 2013. Malgré 9 victoires protégées, ses performances sont peu convaincantes avec une moyenne de points mérités de 5,59 en 19 manches et un tiers lancées. Il subit une défaite et sabote 3 avances de son club en fin de partie. Renvoyé en ligues mineures en juin, il est libéré par les Tigers en août.

### Mets de New York
Le 12 février 2014, José Valverde signe un contrat des ligues mineures avec les Mets de New York. 
En 21 matchs et 20 manches et deux tiers lancées pour New York, Valverde remporte une victoire contre une défaite, réalise deux sauvetages, enregistre 23 retraits sur des prises mais accorde 10 buts-sur-balles et 4 circuits, en plus d'afficher une moyenne de points mérités de 5,66. Le 26 mai, après avoir saboté une avance et écopé d'une défaite face aux Pirates de Pittsburgh, Valverde est remercié par les Mets.
Il participe à l'entraînement de printemps des Padres de San Diego en 2015 mais n'obtient pas de poste avec l'équipe. 

### Nationals de Washington
Signé par les Nationals de Washington à la fin avril 2015, il est assigné aux ligues mineures où il maintient une moyenne de points mérités de 2,39 en 27 matchs et 26 manches et un tiers lancées pour les Chiefs de Syracuse de la Ligue internationale. Il est libéré par Washington le 22 juillet 2015, sans avoir joué un seul match pour les Nationals.

### Suspension
Le 14 août 2015, Valverde, qui est sans contrat, est suspendu 80 matchs pour avoir échoué un test antidopage dans les ligues mineures. La suspension doit débuter à la signature d'un contrat avec un club des majeures.